# Église Saint-Élie de Tihaljina
L'église Saint-Élie est située en Bosnie-Herzégovine, sur le territoire du village de Tihaljina et dans la municipalité de Grude.